# Línea 50 (Córdoba)
La Línea 50 es una línea de transporte urbano de pasajeros de la ciudad de Córdoba, Argentina. El servicio está actualmente operado por la empresa TAMSE.
Anteriormente el servicio de la línea 50 era denominado como CR (Central Rojo) desde 2002 por T.A.M.S.E., hasta que el 1 de marzo de 2014, TAMSE deja de operar los colectivos y por la implementación del nuevo sistema de transporte público, la CR se fusiona como 50 y pasa a manos de Aucor con otros corredores, más tarde Aucor deja de existir y pasan a manos de ERSA Urbano donde está operó hasta el 1º de marzo de 2024, cuando vuelve a ser operado por TAMSE actualmente junto a los corredores 2 y 7 y parte del 5.

## Recorrido
Desde: B° Patricios Oeste hasta B° Villa El Libertador 
 Servicio diurno y nocturno.
IDA: De José María Lahora y Martiniano Chilavert – por esta – Arberastain Oro – Rotonda Av. Rancagua – Av. Leandro N. Alem – Av. Eduardo Bulnes – Félix Frías – Cochabamba – Faustino Allende – Av. Roque Sáenz Peña – Pte. Centenario – Av. Gral. Paz – Av. Vélez Sarsfield – Laboulaye – La Falda hasta Gobernación.
REGRESO: De La Falda y Gobernación – por esta – Río Negro – Av. De Mayo – La Falda – Laboulaye – Av. Vélez Sarsfield – Plaza De Las Américas – Richardson – Belgrano – Av. Marcelo T. de Alvear – Belgrano – Tucumán – Av. Colón – Av. Emilio Olmos – Av. Maipú – Puente Maipú – Buchardo – Jacinto Ríos – Av. Leandro N. Alem – José María Lahora hasta Martiniano Chilavert.